# Милан Штрљић
Милан Штрљић (Тординци, 22. март 1952) југословенски је и хрватски глумац. Наступио је у преко 60 филмова и одиграо стотинак улога у ТВ серијама и у позоришту. Отац је глумице Иве Штрљић.
Године 1962, сели се у Сплит где уписује класичну гимназију. Након завршене гимназије уписује глуму на Факултету драмских уметности у Београду. После неколико споредних улога, 1978. добија главну улогу у филму Окупација у 26 слика. Популарност је стекао улогом у ТВ серији Вело мисто те улогом Лауфера у ТВ серији Непокорени град. Почетком 1991. добија улогу у ТВ серији Бољи живот. Пред крај снимања долази до рата у Хрватској, тако да се враћа у Хрватску. Од 1996. почиње глумити у хрватским филмовима, а 2002. постаје управник Сплитског позоришта.

## Улоге
| Год.       | Назив                              | Улога                         |
| ---------- | ---------------------------------- | ----------------------------- |
| 1970-е     |                                    |                               |
| 1972.      | Први сплитски одред                | Припадник одреда              |
| 1975.      | Познајете ли Павла Плеша?          |                               |
| 1975.      | Синови                             | Швалер                        |
| 1976.      | Другови морнари, здраво!           |                               |
| 1976.      | Балада о једној застави            |                               |
| 1977.      | Летачи великог неба                |                               |
| 1978.      | Окупација у 26 слика               | Тони                          |
| 1978.      | Љубав и бијес                      |                               |
| 1978.      | Бошко Буха (ТВ серија)             | командир Ђорђе                |
| 1978.      | Бошко Буха                         | командир Ђорђе                |
| 1978.      | Вучари Доње и Горње Полаче         |                               |
| 1978.      | Пуцањ у шљивику преко реке         |                               |
| 1979.      | Осма офанзива                      | Миланче Швалер                |
| 1980-е     |                                    |                               |
| 1980.      | Време, води                        | Алтан                         |
| 1981.      | Оно моје поноћно сунце             |                               |
| 1980−1981. | Вело мисто                         | Тончи                         |
| 1981.      | Високи напон                       | Стјепан                       |
| 1981.      | Светозар Марковић                  | Никола Пашић                  |
| 1981.      | Непокорени град                    | Лауфер                        |
| 1982.      | Савамала                           | Станко                        |
| 1982.      | Залазак сунца                      | Архитекта Тамаш Ђармати       |
| 1982.      | Хоћу живјети                       | Филип                         |
| 1982.      | Саблазан                           | Мики                          |
| 1983.      | Снохватице                         | Ђура Јакшић                   |
| 1983.      | Мртви се не враћају (мини-серија)  |                               |
| 1983.      | Игмански марш                      | Заре                          |
| 1984.      | Грозница љубави                    | Бранко Цветковић - Бане       |
| 1984.      | Опасни траг                        | Црни - Нафи                   |
| 1984.      | Пази шта радиш                     | Николић, професор књижевности |
| 1984.      | Задарски мементо                   |                               |
| 1984.      | Балкански шпијун                   | инспектор Дражић              |
| 1985.      | У затвору                          | Пеђа Ђукић                    |
| 1985.      | Једна половина дана                | Стеван                        |
| 1985.      | Хајдучки гај                       | Луковић                       |
| 1985.      | Црвени и црни                      | Ива Блажина                   |
| 1986.      | Бал на води                        | млади Ристић                  |
| 1986.      | Херој улице                        |                               |
| 1986.      | Ловац против топа                  | Иван                          |
| 1986.      | Мисија мајора Атертона             | поручник Радован Недељковић   |
| 1987.      | Луталица                           | Слоба                         |
| 1987.      | Погрешна процена                   |                               |
| 1987.      | Човек у сребрној јакни (ТВ серија) |                               |
| 1987.      | Лагер Ниш                          | Богдан Трајковић              |
| 1987.      | Краљева завршница                  |                               |
| 1987.      | Хајде да се волимо                 | Шеф банде                     |
| 1988.      | Тридесет коња                      | Цензура                       |
| 1988.      | Шпијун на штиклама                 | Борис                         |
| 1988.      | Сунцокрети                         |                               |
| 1988.      | Испочетка                          | Мишо                          |
| 1988.      | Сулуде године                      | Командир милиције             |
| 1987−1988. | Вук Караџић                        | Димитрије Давидовић           |
| 1988.      | Четрдесет осма — Завера и издаја   | Колобунов                     |
| 1988.      | Балкан експрес 2                   | Бошко                         |
| 1989.      | Рођаци из Лазина                   | Новак                         |
| 1989.      | Недељом од девет до пет            | Мики Петровић                 |
| 1989.      | Урош блесави                       | Новак                         |
| 1989.      | Специјална редакција (ТВ серија)   | Друг Ћук                      |
| 1989.      | Рођаци из Лазина (ТВ серија)       | Новак                         |
| 1989.      | Балкан експрес 2                   | Бошко                         |
| 1990-е     |                                    |                               |
| 1990.      | Сумњиво лице                       | Вића                          |
| 1990.      | Возови без осмеха                  |                               |
| 1990.      | Покварењак                         |                               |
| 1990.      | Глуви барут                        | капетан Рајић                 |
| 1990.      | Чудна ноћ                          |                               |
| 1990.      | Хајде да се волимо 3               |                               |
| 1990−1991. | Бољи живот 2                       | Дејан Милићевић               |
| 1991.      | Брод плови за Шангај               | Кум Ненад                     |
| 1994.      | Рођен као ратник                   |                               |
| 1995.      | Театар у Срба                      |                               |
| 1996.      | Препознавање                       | инспектор Ковач               |
| 1998.      | Три мушкарца Мелите Згањер         | Макс                          |
| 1998.      | Кањон опасних игара                | Марин Катушић                 |
| 1999.      | Дубровачки сутон                   |                               |
| 2000-е     |                                    |                               |
| 2000.      | Благајница хоће ићи на море        | полицијски инспектор          |
| 2001.      | Мајстор                            |                               |
| 2002.      | Ново доба                          | Лесић                         |
| 2002.      | Фине мртве дјевојке                |                               |
| 2002.      | Не дао Бог већег зла               |                               |
| 2003.      | Доктор лудости                     | пепортер Хоркић старији       |
| 2004.      | Случајна супутница                 | Адалбертов отац               |
| 2006.      | Тресета                            | Зувела                        |
| 2009.      | Љубавни живот домобрана            | Уредник                       |
| 2010-е     |                                    |                               |
| 2010.      | Циркус Колумбија                   | Ранко Иванда                  |
| 2011.      | Јозеф                              | Зувела                        |
| 2011.      | Лоза                               | Звонимир Гамулин              |
| 2011.      | Ларин избор                        | Вуксан                        |
| 2013.      | Почивали у миру (ТВ серија)        |                               |
| 2014−2016. | Куд пукло да пукло                 | Миле Гавран                   |
| 2016−2017. | Златни двори                       | Винко Беговац                 |
| 2018−2019. | На граници                         | Андрија Масле                 |
| 2020-е     |                                    |                               |
| 2020.      | Дар мар                            | Миле Ћук                      |
| 2022.      | Кумови                             | Стипан Мацан                  |